# Awoda-Gescher-Meretz
haAwoda-Gescher-Meretz (hebräisch: העבודה - גשר - מרצ), auch Emet (deutsch: „Wahrheit“ hebräisch:אמת), war eine gemeinsame Liste bestehend aus dem Parteibündnis der israelischen Parteien Awoda, Gescher und Meretz.
Sie erhielten in der Parlamentswahl in Israel 2020 zur 23. Knesset 7 Sitze und 5,83 % der Stimmen.

## Wahlliste
Auf Platz eins der gemeinsamen Liste stand Amir Peretz (Awoda), gefolgt von Orly Levy (Gescher) und Nitzan Horowitz (Meretz). Es folgten Tamar Zandberg (Meretz), Itzik Shmuli, Merav Michaeli (Awoda) und Jair Golan.

## Geschichte
Am 12. Januar gab Awoda-Gescher bekannt, dass sie eine gemeinsame Liste mit Meretz aushandeln werde. Sie kündigten am 13. Januar 2020 eine gemeinsame Liste an. Das Parteienbündnis legte seine Liste am 15. Januar vor.

## Abgeordnete der Knesset
Bei den Wahlen zur Knesset 2020 wurden 7 Abgeordnete gewählt:
- Awoda: Amir Peretz, Itzik Shmuli, Merav Michaeli
- Gescher: Orly Levy-Abekasis
- Meretz: Nitzan Horowitz, Tamar Zandberg
  - Bechira Demokratit: Jair Golan

## Trivia
Die gemeinsame Liste erhielt bei den Wahlen den Titel auf dem traditionellen Stimmzettel von Awoda mit den Buchstaben Aleph, Mem und Taw. Diese drei Buchstaben ergeben das hebräische Wort: „Emet“ (deutsch: Wahrheit).

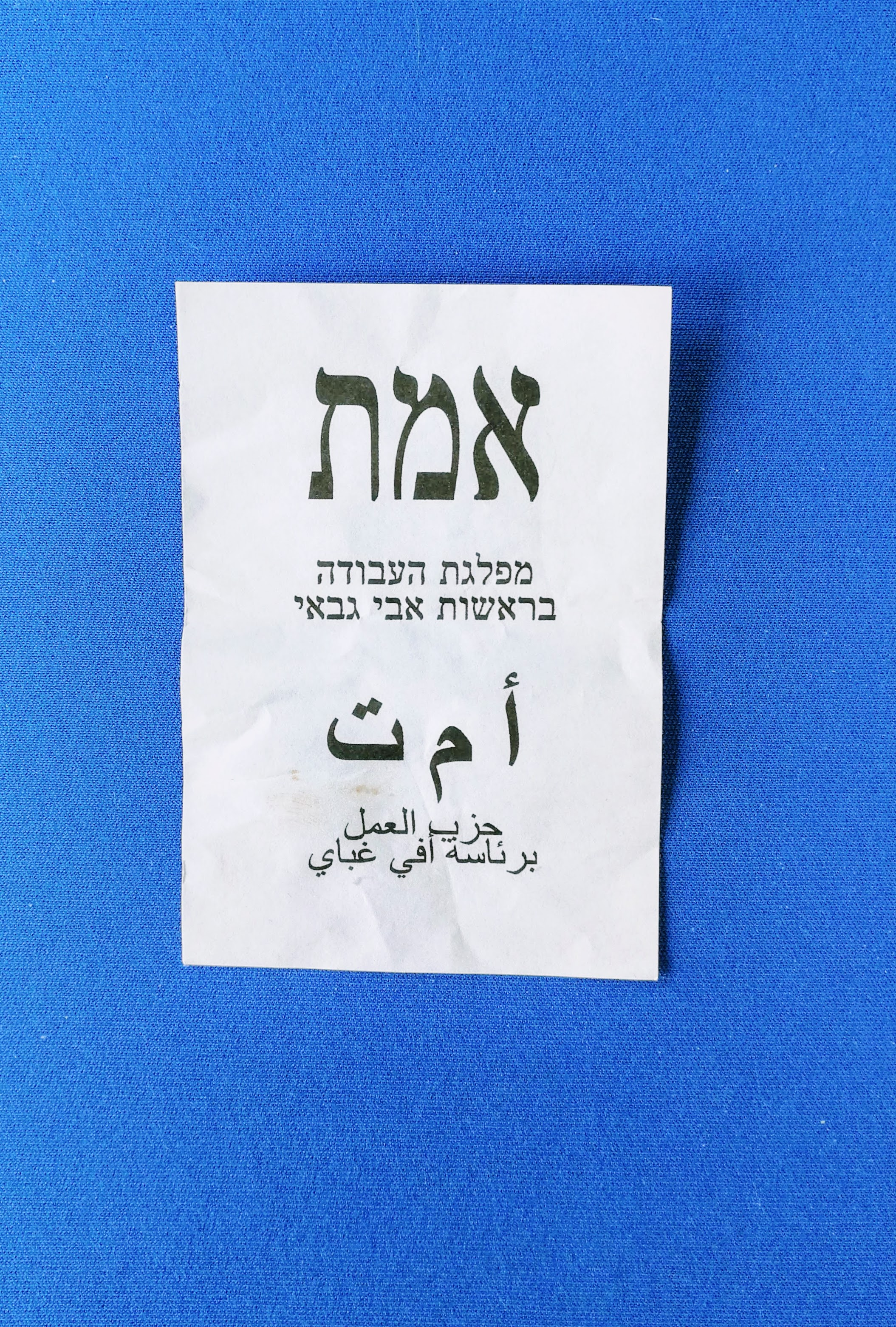
Stimmzettel der Awoda, 2019
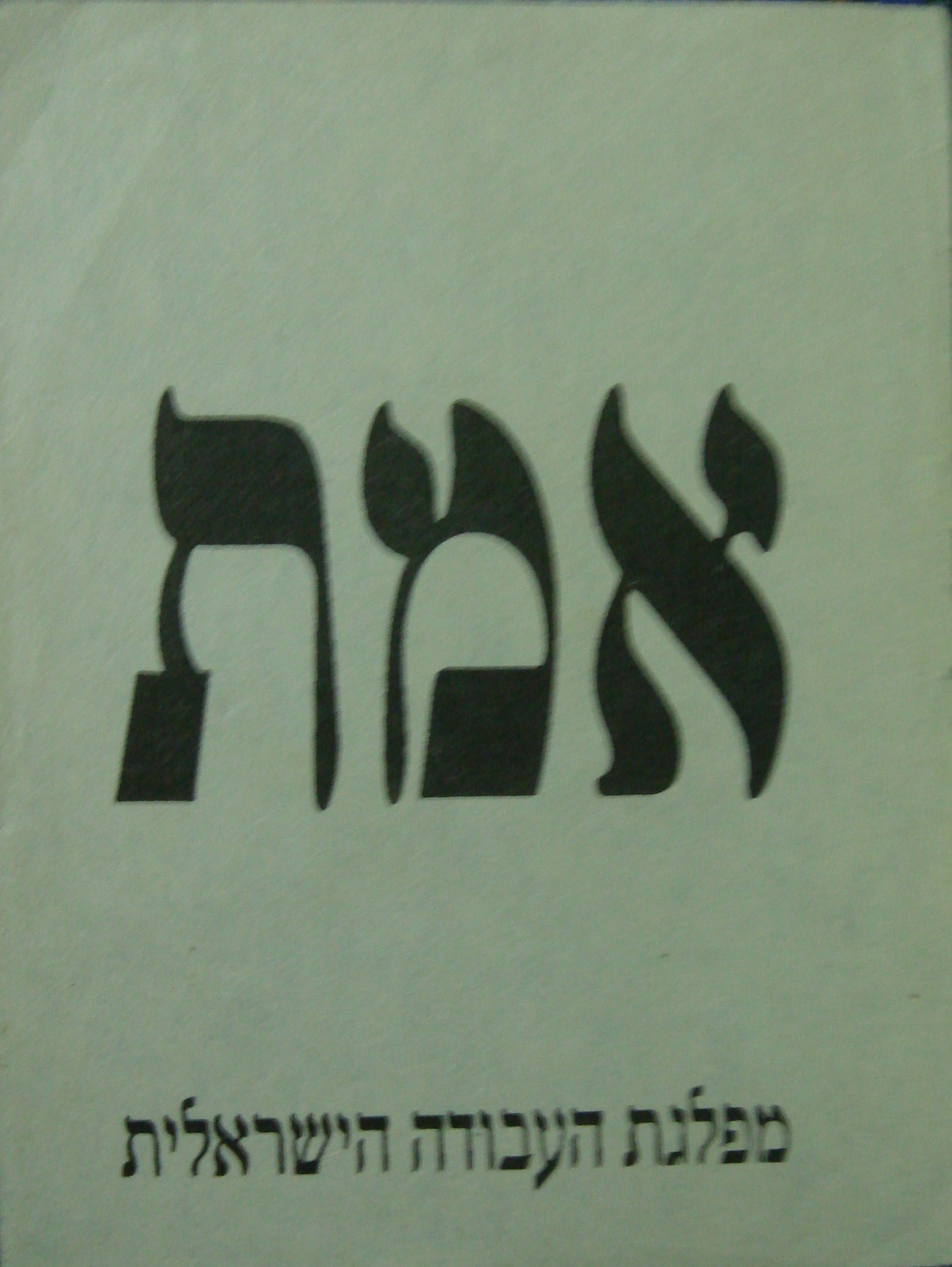
Stimmzettel der Awoda, 2006
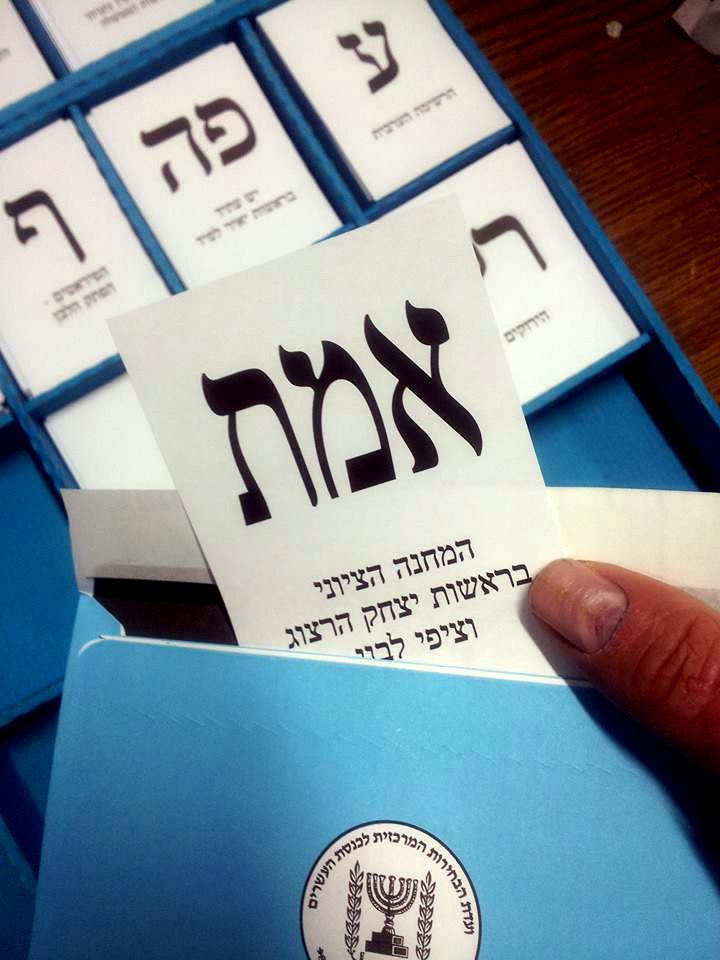
Stimmzettel der Awoda, 2015